# Исчезнувшие населённые пункты Брянской области
Исчезнувшие населенные пункты Брянской области — перечень прекративших существование населённых пунктов на территории современной Брянской области России. В силу разных причин они были покинуты жителями, или включены в состав других населённых пунктов.

## Перечень
Ряд населённых пунктов в источнике приведены без названия; без года упразднения. Принадлежность АТД дается на время упразднения.

## 1960 год
- пос. Лифобирс Климовского поссовета Климовского р-на
- пос. Новый Свет Брасовского с-та Брасовского р-на

## 1961 год
- нас.п. Забара и Подъельск Сачковичского с-та Климовского р-на
- пос. Камвольного комбината и № 2 Толвинского с-та Брянского р-на

## 1964 год
Брасовский район
- пос. «Алешинская МТС» Алешинского с-та
- пос. Баево Бяковского с-та
- пос. Борки Сныткинского с-та
- пос. Брасовского пенькозавода Сныткинского с-та
- пос. Вознесенский Быховского с-та
- пос. Кубанского с-та
- пос. Дела Бяковского с-та
- пос. Завишье Лукинского с-та
- пос. «Завод № 5» Алешинского с-та
- д. Загрядное Аркинского с-та
- пос. Заложье Глинненского с-та
- пос. Занудка Вздруженский сельсовет
- пос. Заря Калошичьевского с-та (не путать с действующим пос. Заря)
- пос. Защавье Лукинского с-та
- д. Зелепуговка Салтановского с-та
- пос. Знаменка Добриковского с-та
- д. Калигаевка Бяковского с-та
- д. Калиновка Бяковского с-та
- пос. Козловка Бяковского с-та
- пос. Колодезьки Алешинского с-та
- пос. Красная Горка Угревищского с-та
- пос. Краснодубский Игрицкого с-та
- пос. Красный Колосок Усожского с-та
- пос. Крупиново Снытковского с-та
- пос. Крыловский Аркинского с-та
- пос. Ложок Снытковского с-та
- пос. Маточкина Речка Алешинского с-та
- пос. Мышково Крупецкого с-та
- д. Новая Гремовня Александровского с-та
- пос. Ольховский Угревищского с-та
- пос. Орлинка Вздруженский сельсовет
- пос. Панькино Снытковского с-та
- пос. Пески Угревищского с-та
- пос. Победа Глядинского с-та
- ж.-д. разъезд Погребы Александровского с-та (не путать с действующим пос. Погребы)
- пос. Пролетарский Октябрь Соколовского с-та
- пос. Радовень Литовенского с-та
- пос. Рогачево Андреевского с-та
- пос. Скоморошко Снытковского с-та
- д. Старое Селище Бяковского с-та
- пос. Цветок Сныткинского с-та
- пос. Центральная усадьба совхоза им. Крупской Салтановского с-та
- пос. Чернецкий Лукинского с-та
- пос. Юрьевский Усожского с-та
- пос. Ясный Луч Усожского с-та

Брянский район
- пос. Алеевка Хотылевского с-та
- пос. Артюшино Мылинского с-та
- пос. Архангельский Паниковецкого с-та
- д. Глинищевского с-та
- хут. Бездоровы Дворы Новгородского с-та
- д. Березинского с-та
- пос. Болотня Новгородского с-та
- отделение ОПХ «Брянское» Глинищевского с-та
- усадьба совхоза «Вельяминовский» Вельяминовского с-та
- пос. Вельяминовского с-та
- ур. Воронья Новгородского с-та
- пос. Газопровод Глинищевского с-та
- пос. Головчино Чернетовского с-та
- пос. Гора-Грязь Вельяминовского с-та
- пос. Городецкий Бошинского с-та
- пос. Гравель Толвинского с-та
- д. Глинищевского с-та
- пос. Гуда Мылинского с-та
- д. Дедовка Большежуковского с-та
- хут. Дёмин Кокинского с-та
- пос. Дубрава Новосельского с-та
- пос. Дубрава Хотылевского с-та
- с. Залипаево Юшинского с-та
- пос. Зарецкий Петровского с-та
- пос. Золотивня Любегощенского с-та
- пос. Зоринка Немеричского с-та
- д. Ильинка - 1-я Новгородского с-та
- д. Ильинка - 2-я Новгородского с-та
- д. Карловка Мылинского с-та
- пос. Карпиловка Глинищевского с-та
- д. Коротеевка Новгородского с-та
- пос. Котовичи Новосельского с-та
- пос. Красная Печать Орменского с-та
- пос. Красное Городище Кокинского с-та
- пос. Красный Вельяминовского с-та
- пос. Красный Бор Большежуковского с-та
- пос. Красный Пахарь Новгородского с-та
- пос. Красный Путь Новгородского с-та
- пос. Кресты Новгородского с-та
- д. Кузьминка Вельяминовского с-та
- д. Куприно - 1-е Руженского с-та
- д. Куприно - 2-е Руженского с-та
- пос. Ленинский Савлуковского с-та
- хут. Хутор Лисьи Горы Кокинского с-та
- пос. Лозки Хотылевского с-та
- пос. ЛСМ Новгородского с-та
- пос. Луки Трыковского с-та
- д. Лычкино Большежуковского с-та
- хут. Малодецкий Слободищенского с-та
- пос. Меловой Ключ Вельяминовского с-та
- пос. Могельский Пушкинского с-та
- хут. Молодецкий Слободищенского с-та
- пос. МОПР Сельцовского с-та
- пос. Мурашки Дроновского с-та
- пос. Мылинка Мылинского с-та
- пос. Нижняя Слобода Кокинского с-та
- пос. Новеньков Мылинского с-та
- пос. Новопреображенский Толмачевского с-та
- пос. Новый Мир Орменского с-та
- пос. Носов Ложок Вельяминовского с-та
- пос. Отрадное Толвинского с-та (не путать с с. Отрадное)
- хут. Первомайский Слободищенского с-та
- пос. Перелесский Орменского с-та
- д. Перково 1-е Вельяминовского с-та
- д. Перково 2-е Вельяминовского с-та
- пос. Пески Жирятинского с-та
- с. Покров Рёвенского с-та
- пос. Полонное Петровского с-та
- пос. Понура Хотылевского с-та
- пос. Посадский Первомайского с-та
- д. Послово Рёвенского с-та
- пос. Починок Добрунского с-та
- д. Прилепы Первомайского с-та
- пос. Растеское Мылинского с-та
- пос. Рёвенский Рёвенского с-та
- пос. Романовка Любегощенского с-та
- пос. Рудака Бережанского с-та
- д. Свиридова Первомайского с-та
- пос. Слобода Сельцовского с-та
- пос. Смежный Вельяминовского с-та
- пос. Спиртзавод Хинельского с-та
- пос. Субарь Трыковского с-та
- хут. Ульяновский Слободищенского с-та
- хут. Фролов Кокинского с-та
- пос. Химливое Трыковского с-та
- д. Чернево Вельяминовского с-та
- д. Щадное Вельяминовского с-та
- пос. Язвица Старорубчанского с-та
- пос. Ясли Петровского с-та
- пос. Ясная Поляна Березинского с-та

Дубровский район
- д. Абрамовка Пацынского с-та
- д. Азарьевка Пацынского с-та
- хут. Сергеевского с-та
- д. Башево Хариновского с-та
- д. Близницы Пацынского с-та
- хут. Бохоновка Сергеевского с-та
- пос. Вознесенский Рогнединского с-та
- пос. Воскресенский Рогнединского с-та
- пос. Гаврово Хариновского с-та
- пос. Гай Пацынского с-та
- пос. Герой Осовикского с-та
- хут. Глинка Сергеевского с-та (не путать с действующей д. Глинка)
- пос. Городок Тюнинского с-та
- пос. Городок Фёдоровского сельсоветского с-та
- пос. Гремучий Шаровичского с-та
- пос. Гремучка Немеровского с-та
- пос. Двенадцатидворка Тюнинского с-та
- пос. Еловка Сещинского с-та
- пос. Ерзовка Тюнинского с-та
- пос. Заря Барановского с-та (не путать с действующим пос. Заря)
- пос. Красная Заря Тюнинского с-та
- пос. Кулига Алешинского с-та
- д. Курдеевка Фёдоровского сельсоветского с-та
- пос. Ленина Пацынского с-та
- пос. Лутенка Алешинского с-та
- пос. Лютчин Бор Селиловичского с-та
- пос. Марьевка Селиловичского с-та
- д. Матвеевка Тюшенского с-та
- пос. Межник Тюнинского с-та
- пос. Нежировка Заустьенского с-та
- пос. Новая Жизнь Рогнединского с-та
- пос. Победа Сергеевского с-та
- пос. Победа Труда Рогнединского с-та
- пос. Рабочий Путь Селиловичского с-та
- пос. Рассвет Хариновского с-та
- пос. Ржавец Давыдченского с-та
- хут. Ромаши Сергеевского с-та
- пос. Сибирка Шаровичского с-та
- хут. Склянский Фёдоровского сельсоветского с-та
- хут. Совково Сергеевского с-та
- пос. Соколовский Алешинского с-та
- пос. Сосово Рогнединского с-та
- пос. Составка Давыдченского с-та
- д. Сторонка Рековичского с-та
- д. Струковка Сергеевского с-та
- пос. Сушица Тюнинского с-та
- д. Трояновка Сергеевского с-та
- д. Тютчевка Давыдченского с-та
- пос. Ударник Давыдченского с-та
- пос. Успенский Рогнединского с-та
- д. Хамовка Давыдченского с-та
- пос. Холмы Барановского с-та
- пос. Хутор Тюнинского с-та
- д. Цигуновка Тюнинского с-та
- пос. Чемеришник Тюнинского с-та

Жуковский район
- д. Антоновка Лелятинского с-та
- пос. Бохановка Лутенского с-та
- д. Летошницкого с-та
- пос. Быстрая Аленского с-та
- пос. Великий Угол Троснянского с-та
- д. Восток Олсуфьевского с-та
- пос. Высокий Лог Летошницкого с-та
- пос. Голиковский Троснянского с-та
- пос. Горень Быковичского с-та
- пос. Громово Летошницкого с-та
- д. Дворинка Павлинского с-та
- пос. Задорье Саковского с-та
- пос. Запольный Летошницкого с-та
- пос. Зеленый Лужок Саковского с-та
- д. Карпаты Новотроицкого с-та
- д. Косовка Харитоновского с-та
- пос. Красный Летошницкого с-та
- пос. Красный Курган Крыжинского с-та
- пос. Крюча Летошницкого с-та
- д. Митьковщина Дятьковичского с-та
- д. Монаховка Летошницкого с-та
- пос. Мостицкое Алексеевского с-та
- пос. Новиковский Троснянского с-та
- пос. Новообразованный Павлинского с-та
- пос. Селище Морачовского с-та
- д. Струговня Крыжинского с-та
- д. Юрково Морачовского с-та
- пос. Ядровский Троснянского с-та

Клинцовский район
- пос. Алёс Колюдовского с-та
- пос. Дубровка Лотаковского с-та
- пос. Задерки Морозовского с-та
- пос. Ковпита Фошнянского с-та
- пос. Красный Рог Колюдовского с-та
- пос. Лагутенки Заборского с-та
- пос. Малов Медведевского с-та
- пос. Мельница Медведевского с-та
- пос. Николаевка Творишинского с-та
- пос. Новоборисово Колюдовского с-та
- пос. Прополесье Летяховского с-та
- пос. Соломянка Колюдовского с-та
- пос. Ревень Батуровского сельсовета
- пос. Талонов Киваевского с-та
- пос. Тимофеевка Заборского с-та

Новозыбковский район
- пос. Гуляевка 1-я Сачковичского с-та
- пос. Займище Истопского с-та
- пос. Корма - 1-я Сачковичского с-та
- пос. Корма - 2-я Сачковичского с-та
- пос. Красная Гора Истопского с-та
- пос. Красная Маковка Денисковичского с-та
- пос. Красный Ров Чолховского с-та
- пос. Мостище Спиридоновобудского с-та
- пос. Песчаная Гора Старокривецкого с-та
- пос. Прогресс Сытобудского с-та
- пос. Тростинец Большещербиничского с-та

Почепский район
- пос. Ленинский Дмитровского сельсовета
- пос. Небольсинский Лопушского с-та
- пос. Новины Краснослободского с-та
- пос. Рудня Краснорогского с-та
- пос. Смелый Первомайского с-та

Севский район
- пос. Берёза Световского с-та
- пос. Берёзовский Некислицкого с-та
- пос. Бойков Воскресеновского с-та
- пос. Брусна Зёрновского с-та
- пос. Городня Новопогощенского с-та
- пос. Ивановский Сенновского с-та
- пос. Калиновский Пушкинского с-та
- пос. Калиновы Мосты Воскресеновского с-та
- пос. Покровский Сенновского с-та
- пос. Поляна Заульского с-та
- пос. Уль Княгининского с-та
- д. Устарь Негинского с-та
- пос. Шведчиковского с-та
- пос. Яшкина Пасека Холмечского с-та

Стародубский район
- д. Андрейковичского с-та
- хут. Беловщина Занковского с-та (не путать с действующим пос. Беловщина в этом же районе)
- хут. Богданов Занковского с-та
- хут. Грицевка Каменского с-та
- пос. Зеленая Дубрава Каменского с-та
- пос. Зеленая Роща Меленского с-та
- хут. Измайловка Мохоновского с-та
- хут. Качановка Занковского с-та
- пос. Клименково Азаровского с-та
- пос. Мохоновского с-та
- пос. Ойстрица 1-я Нижневского с-та
- пос. Ойстрица 2-я Нижневского с-та
- пос. ж.-д. ст. Погар Суворовского с-та
- пос. Рудки Левенского с-та
- пос. Сапожки Нижневского с-та
- пос. усадьбы совхоза «Стародубский» Стародубского поссовета
- хут. Тарарыковск Каменского с-та

Трубчевский район
- пос. Белая Лужа Ложковского с-та
- пос. Большой Леднев Городищенского с-та
- д. Борщевка Старосельского с-та
- хут. Бубновка Стеченского с-та
- д. Верхние Городцы Городецкогоо с-та
- ст. Витемля Витемлянского с-та
- хут. Дежковичи Городищенского с-та
- пос. Дормидоновка Городищенского с-та
- хут. Кашубовка Роговичского с-та
- пос. Кизяевка Борщовского с-та
- пос. Крутой Ров Чеховского с-та
- пос. Лобки Борщовского с-та
- пос. Лопатино Утынского с-та
- пос. Малый Леднев Городищенского с-та
- пос. Мирный Мосточинского с-та
- пос. Монастырский Любожичского с-та
- пос. Мясокомбината Городищенского с-та
- хут. Пасека Гриневского с-та
- пос. Первошуклинский Ложковского с-та
- д. Передние Городцы Городецкогоо с-та
- пос. Плаха Осколковского с-та
- д. Полымя Березовского с-та
- пос. Поповка Борщовского с-та
- пос. Раёк Витемлянского с-та
- уч. химлесхоза Солька Усохского с-та
- д. Средние Городцы Городецкогоо с-та
- пос. Яблоневский Любожичского с-та

Унечский район
- пос. Душкин Ручей Андреевского с-та
- пос. Зеленый Гай Красновичского с-та
- пос. Казарщина Кулажского с-та
- пос. им. Калинина Ляличского с-та
- пос. Кокот-Реутовка Соколовского с-та
- пос. Красноречье Влазовичского с-та
- пос. Куцобы Новоромановского с-та
- пос. Лубенец Новоромановского с-та
- пос. Мазовка Брянкустичского с-та
- пос. Майдан Новоромановского с-та
- пос. Новый Свет Ляличского с-та
- пос. Роща Осколковского с-та
- пос. Соболец Молодьковского с-та
- пос. Старое Село Ляличского с-та
- пос. Хохловщина Семковского с-та

## 1966 год
- с. Крапивня Алтуховского поссовета Навлинского р-на

## 1967 год
- пос. Лугань Комаричского р-на
- с. Ширки Красногорского с-та Красногорского р-на

## 1968 год
- пос. Благодатный Полево новосельского с-та Суземского р-на
- пос. Василевы Лужки Рёвенского с-та Навлинского р-на
- пос. Ворошиловка Вздруженский сельсовет Навлинского р-на
- д. Годуновка Слободищенского с-та Дятьковского р-на
- пос. Грудская Новопогощенского с-та Суземского р-на
- пос. Ефимовка Новоместского с-та Новозыбковского р-на
- пос. Заманиха Куршановичского с-та Климовского р-на
- пос. Зарница Холмечского с-та Суземского р-на
- пос. Зелёная Роща Петровобудского с-та Красногорского р-на
- пос. Зенудка Вздруженский сельсовет Навлинского р-на
- пос. Ивановка Выгоничского поссовета Брянского р-на
- пос. Калининский Холмечского с-та Суземского р-на
- хут. Калинов Куст Новосельского с-та Брянского р-на
- пос. Картушино Брасовского с-та Брасовского р-на
- д. Ковали Ходиловичского с-та Жуковского р-на
- пос. Колков Уношевского с-та Красногорского р-на
- д. Копыловка Новосельского с-та Брянского р-на
- пос. Криничка Внуковичского с-та Новозыбковского р-на
- пос. Круча Чолховского с-та Климовского р-на
- пос. Литвиновка Денисковичского с-та Новозыбковского р-на
- пос. Малая Павловка Батуровского с-та Красногорского р-на
- пос. Новоорловский Угревищского с-та Комаричского р-на
- пос. Обруб Красногорского поссовета Красногорского р-на
- хут. Октябрьский Внуковичского с-та Новозыбковского р-на
- д. Ореховичи Выгоничского поссовета Брянского р-на
- пос. Сосновский Угревищского с-та Комаричского р-на
- пос. Сосновый Мох Большещербиничского с-та Новозыбковского р-на
- пос. Старая Речица Вздруженский сельсовет Навлинского р-на
- пос. Тургеневский Селеченского с-та Суземского р-на
- пос. Усовье Выгоничского поссовета Брянского р-на
- пос. Чапынь Карпиловского с-та Новозыбковского р-на
- пос. Чукотка Спиридонобудского с-та Новозыбковского р-на
- пос. Шаповский Лопушского с-та Брянского р-на
- пос. Шевченко Кирилловского с-та Климовского р-на

## 1969 год
- пос. Бабья Гора Старокривецкого с-та Новозыбковского р-на
- пос. Будыново Быковичского с-та Жуковского р-на
- пос. Вадьковка Погарского поссовета Погарского р-на
- пос. Великий Лес Красногорского поссовета Красногорского р-на
- пос. Вторые Акуличи Клетнянского поссовета Клетнянского р-на
- пос. Высокий Замишевского с-та Новозыбковского р-на
- пос. Вязовка Бяковского с-та Навлинского р-на
- пос. Германюков Вышковского поссовета Новозыбковского р-на
- пос. Глинное Старокривецкого с-та Новозыбковского р-на
- пос. Грабщина Стародубского р-на
- пос. Екатериновка Глядинского с-та Комаричского р-на
- пос. Коммунар Сельцовского поссовета Жуковского р-на
- пос. Косматая Гора Вышковского поссовета Новозыбковского р-на
- пос. Красная Роща Летяховского с-та Красногорского р-на
- пос. Красный Путь Кокинского с-та Комаричского р-на
- пос. Крутой Лог Красногорского поссовета Красногорского р-на
- пос. Курганы Кожановского с-та Новозыбковского р-на
- пос. Лозки Старокривецкого с-та Новозыбковского р-на
- пос. Малиновый Остров Вышковского поссовета Новозыбковского р-на
- пос. Маньковка Роговского с-та Новозыбковского р-на
- пос. Марс Аркинского с-та Комаричского р-на
- пос. Межеводье Игрицкого с-та Комаричского р-на
- пос. Ольхино Ходиловичского с-та Жуковского р-на
- пос. Первомайский Сельцовского поссовета Жуковского р-на (не путать с действующим пос. Первомайский
- пос. Петровский Завод Бытошского поссовета Дятьковского р-на
- пос. Поднерусский Лубошевского с-та Комаричского р-на
- пос. Пролетарский Страшевичского с-та Брянского р-на
- пос. Ратов Внуковичского с-та Новозыбковского р-на
- пос. Сосновка Лакомобудского с-та Климовского р-на
- пос. Сталинский Посудичского с-та Погарского р-на
- пос. Торфяное Бытошского поссовета Дятьковского р-на
- пос. Ходужец Бяковского с-та Навлинского р-на
- пос. Центральная усадьба совхоза «Стародубский» Стародубского поссовета Стародубского р-на
- пос. Шведовка Стародубского поссовета Стародубского р-на
- пос. Шибенец Дятьковского р-на (вошёл в состав города Фокино)

## 1970 год
- пос. Азаровка, Воробейнский сельсовет Почепского р-на
- пос. Артюхи Петровского с-та Карачевского р-на
- д. Башево Морачовского с-та Жуковского р-на
- пос. Берёзовка Городецкого с-та Трубчевского р-на
- пос. Бобровец Яловского с-та Красногорского р-на
- д. Бобровка Будочковского с-та Дятьковского р-на
- пос. Болотце Серпеевского с-та Дубровского р-на
- д. Буда Сещинского с-та Дубровского р-на
- пос. Верёвки Белогорщского с-та Унечского р-на
- пос. Веркеевка Высокского с-та Унечского р-на
- пос. Верхние Березовичи Морачовского с-та Жуковского р-на
- пос. Верхняя Рисаница Ржаницкого поссовета Жуковского р-на
- пос. Вилач Нижневского с-та Трубчевского р-на
- пос. Владимирский Быховского с-та Комаричского р-на
- пос. Владимирский Игрицкого с-та Комаричского р-на
- д. Водневка Владимировского с-та Дубровского р-на
- пос. Вознесенский Глинищевского с-та Брянского р-на
- пос. Волна Революции Верхличского с-та Красногорского р-на
- д. Володаровка Сергеевского с-та Дубровского р-на
- пос. Восток Старочешуйковского с-та Мглинского р-на
- пос. Восток Ходиловичского с-та Жуковского р-на
- пос. Высокий Стан Первомайского с-та Почепского р-на
- пос. Высокое Андреевского с-та Навлинского р-на
- пос. Глинка Лутенского с-та Клетнянского р-на
- д. Голожово Сельцовского с-та Дятьковского р-на
- пос. Городище Петровского с-та Карачевского р-на
- пос. Горянка Савлуковского с-та Брянского р-на
- пос. Громовский Паниковецкого с-та Брянского р-на
- пос. Гуляевка 2-а Сачковичского с-та Климовского р-на
- пос. Десятное Октябрьского с-та Севского р-на
- пос. Дмитриевка Творишинского с-та Клинцовского р-на
- пос. Долгое Мылинского с-та Карачевского р-на
- пос. Дубрава Севского горсовета Севского р-на
- д. Дубровка Новотроицкого с-та Клетнянского р-на
- пос. Дыбченки Немеричского с-та Дятьковского р-на
- пос. Егоровский Паниковецкого с-та Брянского р-на
- д. Жадунка Семиричского с-та Клетнянского р-на
- пос. Жердеевка Будочковского с-та Дятьковского р-на
- пос. Жерновец Акуличского с-та Клетнянского р-на
- д. Журавка Утынского с-та Трубчевского р-на
- пос. Журавли Горицкого с-та Почепского р-на
- пос. Заречье Мохоновского с-та Стародубского р-на
- пос. Заречье Олсуфьевского с-та Жуковского р-на
- пос. Заровье Великотопальского с-та Клинцовского р-на
- пос. Заря Старочешуйковского с-та Мглинского р-на
- д. Затишье Рогнединского с-та Дубровского р-на
- пос. Захаркин Гай Борщевского с-та Погарского р-на
- пос. Звезда Краснорогского с-та Почепского р-на
- пос. Звезда Сетоловского с-та Почепского р-на
- пос. Зимовой Сельцовского с-та Дятьковского р-на
- пос. Зубов Хутор Савлуковского с-та Брянского р-на
- пос. Ивник Заульского с-та Севского р-на
- д. Ивоток (деревня) Сельцовского с-та Дятьковского р-на
- пос. Интернат Митьковского с-та Климовского р-на
- пос. Каменка Карпиловского с-та Новозыбковского р-на
- пос. Клим Сельцовского с-та Дятьковского р-на
- пос. Клин Большещербиничского с-та Новозыбковского р-на
- пос. Кожановка Выгоничского поссовета Брянского р-на
- пос. Козловка Сельцовского с-та Дятьковского р-на
- пос. Коммуна Вороновского с-та Дубровского р-на
- пос. Коршикова Городецкого с-та Трубчевского р-на
- д. Космядино Рогнединского с-та Дубровского р-на
- пос. Костыренков Картушинского с-та Стародубского р-на
- пос. Котовщина Андрейковичского с-та Погарского р-на
- пос. Кошелевка Песчанского с-та Клинцовского р-на
- пос. Красный Октябрь Тюнинского с-та Дубровского р-на
- пос. Красный Пахарь Алтуховского поссовета Навлинского р-на
- пос. Круги Чеховского с-та Погарского р-на
- д. Крутица Селиловичского с-та Дубровского р-на
- д. Крыленко Сергеевского с-та Дубровского р-на
- пос. Кукуево Осовикского с-та Дубровского р-на
- пос. Кульнево Серпеевского с-та Дубровского р-на
- пос. Ленинский Брянкустичского с-та Унечского р-на
- пос. Лесной Мохоновского с-та Стародубского р-на
- пос. Липенка Сельцовского с-та Дятьковского р-на
- с. Липово Слободищенского с-та Дятьковского р-на
- пос. Лобанов Бурчаковского с-та Мглинского р-на
- пос. Лозки Внуковичского с-та Новозыбковского р-на
- пос. Лучки Вороновского с-та Дубровского р-на
- пос. Лыкино Большежуковского с-та Дятьковского р-на
- пос. Любимовский Лемешовского с-та Севского р-на
- д. Малаховка Мужиновского с-та Клетнянского р-на
- пос. Малая Акулова Верхопольского с-та Карачевского р-на
- д. Манешино Слободищенского с-та Дятьковского р-на
- пос. Масловский Лопушского с-та Брянского р-на
- пос. Матвеевский Давыдченского с-та Дубровского р-на
- пос. Михайлов Цинковского с-та Мглинского р-на
- д. Михайловка Тюнинского с-та Дубровского р-на
- пос. Можарь Толвинского с-та Брянского р-на
- хут. Молчанов Старохотмировского с-та Дубровского р-на
- пос. Моховое Давыдченского с-та Дубровского р-на
- д. Надворище Тюнинского с-та Дубровского р-на
- пос. Наумовский Первомайского с-та Севского р-на
- пос. Нижние Берёзовичи Морачёвского с-та Жуковского р-на
- пос. Никитин Октябрьского с-та Севского р-на
- пос. Николаевка Лопатинского с-та Клинцовского р-на
- пос. Никольский Чернооковского с-та Климовского р-на
- пос. Новая Погореловка Домашовского с-та Брянского р-на
- пос. Новоархангельский Паниковецкого с-та Брянского р-на
- пос. Новонежинка Гордеевского с-та Клинцовского р-на
- д. Новоселье Лутенского с-та Клетнянского р-на
- пос. Новосельщина Соколовского с-та Мглинского р-на
- пос. Новый Луч Пушкинского с-та Севского р-на
- пос. Новый Свет Вороновского с-та Дубровского р-на
- пос. № 2 Сельцовского поссовета Брянского р-на
- пос. Озерки Гнилевского с-та Трубчевского р-на
- пос. Озерный Шевердского с-та Мглинского р-на
- пос. Ореховка Фошнянского с-та Красногорского р-на
- пос. Ореховский Молчановского с-та Трубчевского р-на
- пос. Пасека Елионского с-та Стародубского р-на
- пос. Первомайский Рогнединского с-та Дубровского р-на
- пос. Первомайский Бурчаковского с-та Мглинского р-на
- д. Першино Слободищенского с-та Дятьковского р-на
- пос. Подгорный Веребского с-та Брасовского р-на
- пос. Покровский Вороновского с-та Дубровского р-на
- пос. Покровское Митьковского с-та Климовского р-на
- пос. Полянский Сетоловского с-та Почепского р-на
- пос. Потаниха Сещинского с-та Дубровского р-на
- пос. Пригородный Соколовского с-та Мглинского р-на
- пос. Пролетарский Ивайтёнского с-та Унечского р-на
- пос. Прудок Гутокорецкого с-та Клинцовского р-на
- пос. Ревпуть Усожского с-та Комаричского р-на
- пос. Роговский Кокинского с-та Комаричского р-на
- пос. Роговский Рожновского с-та Клинцовского р-на
- пос. Рожья Веребского с-та Брасовского р-на
- пос. Романовка Ляличского с-та Суражского р-на
- пос. Рутчик Павлинского с-та Клетнянского р-на
- пос. Сборный Краснорогского с-та Почепского р-на
- пос. Свиридовский Первомайского с-та Карачевского р-на
- пос. Сеножатое Карпиловского с-та Новозыбковского р-на
- пос. Сергеевский Щегловского с-та Навлинского р-на
- пос. Сеятель Петровского с-та Карачевского р-на
- пос. Скороходовка Городищевского с-та Погарского р-на
- д. Скорплевка Тюнинского с-та Дубровского р-на
- пос. Смолов Усожского с-та Комаричского р-на
- д. Смородинец Сещинского с-та Дубровского р-на
- пос. Совхоз Владимировского с-та Дубровского р-на
- пос. Соколы Крупецкого с-та Брасовского р-на
- пос. Степуха Шведчиковского с-та Севского р-на
- д. Столбы Новотроицкого с-та Клетнянского р-на
- пос. Стрельня Толвинского с-та Брянского р-на
- пос. Сутицкий Веребского с-та Брасовского р-на
- пос. Суходолье Ржаницкого поссовета Жуковского р-на
- пос. Токарёвщина Сосновского с-та Клинцовского р-на
- пос. Урожайный Веребского с-та Брасовского р-на
- пос. Устье Шаровичского с-та Дубровского р-на
- пос. Холодная Водичка Слободищенского с-та Дятьковского р-на
- пос. Цебревка Немерского с-та Дубровского р-на
- пос. Церковище Чолховского с-та Климовского р-на
- пос. Чайка Трыковского с-та Карачевского р-на
- пос. Чёрный Поток Вороновского с-та Дубровского р-на
- пос. Чечеринка Каменского с-та Дубровского р-на
- пос. Чищеное Глодневского с-та Брасовского р-на
- д. Ширковка Каменецкого с-та Клетнянского р-на
- пос. Ясная Поляна Голышинского с-та Севского р-на

## 1971 год
- пос. Красный Клин Литовенского с-та Навлинского р-на
- д. Матенино Глодневского с-та Брасовского р-на
- д. Новое Задубенье и д. Старое Задубенье Ивайтёнского с-та Унечского р-на

## 1972 год
- пос. Горка Старовышковского с-та Новозыбковского р-на
- пос. Подыпуть Старовышковского с-та Новозыбковского р-на
- пос. Красногорский Мохоновского с-та Стародубского р-на

## 1973 год
- пос. Михайловский Кожановского с-та Новозыбковского р-на

Почепский район
- пос. Горки Граборовского с-та
- пос. Озарённый Граборовского с-та
- пос. Дружба Воробейнского с-та
- пос. Молщинский Супрягинского с-та
- пос. Озерище Краснорогского с-та
- пос. Успенский Титовского с-та

## 1974 год
- пос. Александровка Уношевского с-та Красногорского р-на
- пос. Александровский Давыдченского с-та Дубровского р-на
- пос. Алексеевский Шведчиковского с-та Севского р-на
- д. Алешинка Надвинского с-та Клетнянского р-на
- пос. Алифановщина Нижневского с-та Стародубского р-на
- пос. Алымовка Орменского с-та Брянского р-на
- пос. Березина Старокисловского с-та Суражского р-на
- пос. Березняк Октябрьского с-та Севского р-на
- пос. Беров Каменского с-та Стародубского р-на
- пос. Благовещенск Алешковичского с-та Суземского р-на
- пос. Богатырь Новосельского с-та Брянского р-на
- д. Бугор Крыжинского с-та Жуковского р-на
- пос. Буда Фёдоровского с-та Рогнединского р-на
- пос. Василек Алешковичского с-та Суземского р-на
- пос. Вишневский Усожского с-та Комаричского р-на
- пос. Волна Беловодского с-та Мглинского р-на
- пос. Выжарь Красновичского с-та Унечского р-на
- д. Выселки-Лозицы Осовикского с-та Рогнединского р-на
- д. Гавринка Сещинского с-та Дубровского р-на
- пос. Гать Каменского с-та Стародубского р-на
- пос. Глинище Сосновского с-та Клинцовского р-на
- д. Голахово Гришинослободского с-та Жуковского р-на
- хут. Голото Внуковичского с-та Новозыбковского р-на
- пос. Горовой Кубанского с-та Комаричского р-на
- пос. Городок Карачевского р-на
- пос. Губановский Световского с-та Севского р-на
- д. Гумны Олсуфьевского с-та Жуковского р-на
- д. Дадоровка Надвинского с-та Клетнянского р-на
- пос. Дольск Плюсковского с-та Трубчевского р-на
- д. Ельчиха Старохотмировского с-та Рогнединского р-на
- д. Заводище Каменецкого с-та Клетнянского р-на
- пос. Займище Соколовского с-та Мглинского р-на
- пос. Закленье Душатинского с-та Суражского р-на
- пос. Заря Пятовского с-та Стародубского р-на
- пос. Заря Уношевского с-та Красногорского р-на
- пос. Заходы Неждановского с-та Унечского р-на
- пос. Зелёная Дубрава Ивайтёнского с-та Унечского р-на
- пос. Зерно Алексеевского с-та Клетнянского р-на
- пос. Зерно Давыдченского с-та Дубровского р-на
- пос. Зорька Соколовского с-та Мглинского р-на
- пос. Ивановка Гастенского с-та Клинцовского р-на
- пос. Иванопрохоровский Ширковского с-та Клетнянского р-на
- пос. Карташовский Филипповичского с-та Трубчевского р-на
- пос. Кирпичного завода им. Халтурина Займищенского с-та Клинцовского р-на
- пос. Кирюшкин Истопского с-та Климовского р-на
- д. Климовка Вельяминовского с-та Карачевского р-на
- пос. Кореневка Струговобудского с-та Клинцовского р-на
- пос. Корюзка Акуличкого с-та Клетнянского р-на
- пос. Красная Балка Каменского с-та Стародубского р-на
- пос. Красный Городок Денисковичского с-та Новозыбковского р-на
- пос. Красный Довжик Высокского с-та Унечского р-на
- пос. Красный Октябрь Киваевского с-та Клинцовского р-на
- пос. Красный Партизан Пятовского с-та Стародубского р-на
- пос. Красный Пахарь Пятовского с-та Стародубского р-на
- пос. Красный Угол Добродеевского с-та Новозыбковского р-на
- пос. Кругленький Каташинского с-та Новозыбковского р-на
- пос. Крутой Ров Чеховского с-та Погарского р-на
- пос. Купчино Каменского с-та Стародубского р-на
- пос. Кутузовка Осовикского с-та Рогнединского р-на
- пос. Ленинский Сытобудского с-та Климовского р-на
- пос. Липа Калошичьевского с-та Брасовского р-на
- хут. Липенка Посудичского с-та Погарского р-на
- пос. Липы Роговского с-та Новозыбковского р-на
- с. Лучковичи Яцковичского с-та Стародубского р-на
- пос. Майский Глодневского с-та Брасовского р-на
- пос. Машутино Любецкого с-та Трубчевского р-на
- пос. Маяк Рековичского с-та Дубровского р-на
- пос. Медведи Нивнянского с-та Суражского р-на
- пос. Михайловский Шведчиковского с-та Севского р-на
- пос. Мокшеево Шаровичского с-та Рогнединского р-на
- пос. Молчан Игрицкого с-та Комаричского р-на
- пос. Московский Новгородского с-та Карачевского р-на
- пос. Незевка Большещербиничского с-та Новозыбковского р-на
- пос. Новая Эстония Быковичского с-та Жуковского р-на
- д. Новое Колышкино Сещинского с-та Дубровского р-на
- пос. Новомихайловка Завод-Корецкого с-та Клинцовского р-на
- пос. Новый Свет Первомайского с-та Карачевского р-на
- д. Овечкино Пацынского с-та Рогнединского р-на
- д. Огородня Сещинского с-та Дубровского р-на
- д. Озерки Косиловского с-та Жуковского р-на
- пос. Октябрьский Займищенского с-та Клинцовского р-на
- пос. Ольшанец Кожановского с-та Красногорского р-на
- д. Ольшанка Воробьевского с-та Климовского р-на
- д. Особенка Сельцовского с-та Дятьковского р-на
- пос. Павловский Молчановского с-та Трубчевского р-на
- д. Панковичи Семиричского с-та Клетнянского р-на
- пос. Парфеновский Вельяминовского с-та Карачевского р-на
- пос. Пастельниковский Доброводского с-та Севского р-на
- пос. Пекушовка Каменского с-та Стародубского р-на
- пос. Первомайский Киваевского с-та Клинцовского р-на
- пос. Петровский Сетоловского с-та Почепского р-на
- пос. Подозерье Далисичского с-та Суражского р-на
- пос. Полярный Кубанского с-та Комаричского р-на
- пос. Порубы 1-е Селецкого с-та Трубчевского р-на
- д. Приволье Сещинского с-та Дубровского р-на
- пос. Пушкинский Шведчиковского с-та Севского р-на
- пос. Речица Гнилёвского с-та Трубчевского р-на
- пос. Роговец Серпеевского с-та Дубровского р-на
- пос. Родин Воскресеновского с-та Севского р-на
- пос. Рудня Влазовичского с-та Суражского р-на
- урочище РУМ Телецкого с-та Трубчевского р-на
- пос. Рясна Сушановского с-та Климовского р-на
- пос. Самолёт Крыжинского с-та Жуковского р-на
- д. Сатанинка Ревенского с-та Карачевского р-на
- д. Светель Каменецкого с-та Клетнянского р-на
- пос. Светлая Поляна Световского с-та Севского р-на
- д. Свиридов Хутор Сельцовского с-та Дятьковского р-на
- хут. Семерюков Понуровского с-та Стародубского р-на
- пос. Сечка Хинельского с-та Севского р-на
- д. Смотровы Ляды Гулёвского с-та Клинцовского р-на
- пос. Сосновка Александровского с-та Брасовского р-на
- пос. Сосновка Фошнянского с-та Красногорского р-на
- пос. Старый Колхоз Ивайтёновского с-та Унечского р-на
- пос. Строгоново Норинского с-та Почепского р-на
- пос. Сущец Красногорского поссовета Красногорского р-на
- д. Тереховка Шаровичского с-та Рогнединского р-на
- пос. Труд Нижневского с-та Стародубского р-на
- пос. Трудовик Рожновского с-та Клинцовского р-на
- пос. Тусики Лотаковского с-та Красногорского р-на
- пос. Угловец Макаричского с-та Красногорского р-на
- пос. Урожайный Деменского с-та Новозыбковского р-на
- пос. Фундамент Воскресеновского с-та Севского р-на
- пос. Хатунцево Гнилёвского с-та Трубчевского р-на
- пос. Чаусы Вишневского с-та Климовского р-на
- пос. Чернявка Денисковичского с-та Новозыбковского р-на
- пос. Чистая Лужа Новосельского с-та Брянского р-на
- пос. Чистое Поле Кокинского с-та Комаричского р-на
- д. Шиблово Высоцкого с-та Жуковского р-на
- д. Яньково Пятовского с-та Стародубского р-на
- пос. Ятвиж Лакомобудского с-та Климовского р-на

## 1975 год
- пос. Берёза Зёрновского с-та Суземского р-на
- пос. Берёзки Заборского с-та Красногорского р-на
- пос. Брилевка Андреевского с-та Суражского р-на
- пос. Горка Азаровского с-та Стародубского р-на
- пос. Дмитриевский Хотылёвского с-та Брянского р-на
- хут. Зверев Белогорщского с-та Унечского р-на
- пос. Зелёная Роща Брасовского с-та Брасовского р-на
- пос. Зелёный Андреевского с-та Суражского р-на
- д. Казащина Картушинского с-та Стародубского р-на
- пос. Калиновка Фошнянского с-та Красногорского р-на
- хут. Козлихин Белогорщского с-та Унечского р-на
- пос. Красная Ель Витемлянского с-та Погарского р-на
- хут. Красная Звезда Белогорщского с-та Унечского р-на
- пос. Красный Клин Литовенского с-та Навлинского р-на
- пос. Красный Рог Старополонского с-та Красногорского р-на
- пос. Миговка Селецкого с-та Красногорского р-на
- хут. Михайловский Белогорщского с-та Унечского р-на
- пос. Павловка Кургановского с-та Красногорского р-на
- пос. Полен Заборского с-та Красногорского р-на
- с. Синьковка Первомайского с-та Клинцовского р-на
- пос. Скачок Займищенского с-та Клинцовского р-на
- ж/д разъезд 31-й км Журиничского с-та Брянского р-на
- пос. Тяглы Василёвского с-та Погарского р-на
- пос. Чечерин Далисичского с-та Суражского р-на

## 1976 год
- пос. Буросовка Творишичского с-та Клинцовского р-на
- пос. Бусев Мартьяновского с-та Клинцовского р-на
- д. Варварка Сныткинского с-та Брасовского р-на
- д. Васильевка Слободищевского с-та Дятьковского р-на
- пос. Вербы Сновского с-та Новозыбковского р-на
- д. Воловка Ольховского с-та Клинцовского р-на
- пос. Волошкино Краснооктябрьский с-та Стародубского р-на
- пос. Гбень Краснинского с-та Брасовского р-на
- д. Горчаки Душкинского с-та Клинцовского р-на
- пос. Граб Великодубровского с-та Мглинского р-на
- пос. Грибовка Батуровского с-та Красногорского р-на
- пос. Дуброва Глодневского с-та Брасовского р-на
- пос. Искра Стеченского с-та Погарского р-на
- хут. Козёлкин Быковичского с-та Жуковского р-на
- д. Кореневка Мартьяновского с-та Клинцовского р-на
- пос. Красиловка Первомайского с-та Клинцовского р-на
- пос. Красная Звезда Киваевского с-та Клинцовского р-на
- пос. Красная Рыль Киваевского с-та Клинцовского р-на
- пос. Красные Азаничи Киваевского с-та Клинцовского р-на
- д. Лутенск Мартьяновского с-та Клинцовского р-на
- пос. Марковка Струговобудского с-та Клинцовского р-на
- пос. Медвежье Глодневского с-та Брасовского р-на
- пос. Мокрое Быковичского с-та Жуковского р-на
- пос. Новая Жизнь Локотский поссовета Брасовского р-на
- д. Новая Рубча Будочковского с-та Дятьковского р-на
- пос. Новоалександровка Душатинского с-та Суражского р-на
- пос. Орлов Кожановского с-та Красногорского р-на
- пос. Павловка Рудневоробьёвского с-та Клинцовского р-на
- д. Паньковичи Творишинского с-та Клинцовского р-на
- пос. Петровский Творишинского с-та Клинцовского р-на
- д. Плауновка Мартьяновского с-та Клинцовского р-на
- пос. Подлужье Овстугского с-та Жуковского р-на
- хут. Пупковский Березинского с-та Дятьковского р-на
- д. Пыхторовка Краснооктябрьский с-та Стародубского р-на
- пос. Радин Кистёрского с-та Погарского р-на
- пос. Рассвет Краснооктябрьский с-та Стародубского р-на
- пос. Савок Андреевского с-та Суражского р-на
- хут. Сагалов Мохоновского с-та Стародубского р-на
- д. Семеновка Слободищенского с-та Дятьковского р-на
- хут. Ардонского с-та Клинцовского р-на
- д. Тимоновка Супоневского с-та Брянского р-на
- пос. Титколово Яцковичского с-та Стародубского р-на
- хут. Хотеевка Воронокского с-та Стародубского р-на
- пос. Чеботьков Струговобудского с-та Клинцовского р-на
- пос. Шоссейный Жуковского р-на

## 1977 год
- пос. Бельчик Сергеевского с-та Дубровского р-на
- пос. Благодатный Гордеевского с-та Клинцовского р-на
- д. Бобки Чернооковского с-та Климовского р-на
- пос. Быстрый Ручей Гордеевского с-та Клинцовского р-на
- пос. Веселый Гордеевского с-та Клинцовского р-на
- д. Глуховка Сергеевского с-та Дубровского р-на
- ур. Глядки Селецкого с-та Трубчевского р-на
- пос. Горелая Хатка Усохского с-та Трубчевского р-на
- пос. Дедни Каменского с-та Клетнянского р-на
- пос. Заямное Вишнёвского с-та Климовского р-на
- пос. Игрянов Гетманобудского с-та Климовского р-на
- пос. Каменка Гетманобудского с-та Климовского р-на
- пос. Корябин Хороменского с-та Климовского р-на
- пос. Крымок Струговобудского с-та Клинцовского р-на
- дер. Лебедин Воробьёвского с-та Климовского р-на
- пос. Лучи Немерского с-та Дубровского р-на
- пос. Львовский Орменского с-та Выгоничского р-на
- пос. Мерин Лес Селецкого с-та Трубчевского р-на
- д. Осиновка Харитоновского с-та Клетнянского р-на
- пос. Первомайский Лакомобудского с-та Климовского р-на
- пос. Переход Брахловского с-та Климовского р-на
- д. Полхов Чернооковского с-та Климовского р-на
- пос. Речечка Каменского с-та Климовского р-на
- пос. Снетхарь Мосточинского с-та Трубчевского р-на
- д. Соколовка Серпеевского с-та Дубровского р-на
- пос. Трубеж Гетманобудского с-та Климовского р-на
- д. Усановка Лутенского с-та Клетнянского р-на
- пос. Холмы Любецкого с-та Трубчевского р-на
- пос. Чёрная Лужа Гордеевского с-та Клинцовского р-на
- пос. Черня Любецкого с-та Трубчевского р-на
- д. Щетинино Городецкого с-та Трубчевского р-на

## 1978 год
- хут. Анановский Милечского с-та Почепского р-на
- Бараки химиков Алешинского с-та Навлинского р-на
- Бараки химиков Глинненского с-та Навлинского р-на
- кордон Артюшино Новгородского с-та Карачевского р-на
- д. Белизна Серпеевского с-та Дубровского р-на
- пос. Берёза Выгоничского поссовета Выгоничского р-на
- пос. Богунец Найтоповичского с-та Унечского р-на
- д. Большая Семёновка Новгородского с-та Карачевского р-на
- пос. Борбачев Серпеевского с-та Дубровского р-на
- пос. Некислицкого с-та Севского р-на
- хут. Борок Соколовского с-та Мглинского р-на
- будка газопровода Толвинского с-та Брянского р-на
- пос. Будлянка Октябрьского с-та Севского р-на
- д. Бухолово Высоцкого с-та Жуковского р-на
- пос. Вабля Посудичского с-та Погарского р-на
- пос. Варванцев Некислицкого с-та Севского р-на
- д. Велемья Мылинского с-та Карачевского р-на
- пос. Весёлый Зёрновского с-та Суземского р-на
- пос. Литижского с-та Комаричского р-на
- пос. Голышинского с-та Севского р-на
- д. Голынка Новгородского с-та Карачевского р-на
- пос. Горартель Октябрьского с-та Севского р-на
- пос. Гордеевка Пацынского с-та Рогнединского р-на
- пос. Грозный Ивайтёнского с-та Унечского р-на
- пос. Белогорицкого с-та Унечского р-на
- пос. Дмитров Добриковского с-та Унечского р-на
- пос. Добровольский Холмечского с-та Суземского р-на
- дома лесников: кв. 1, 15, 31, 40, 43, 62, 92 Пролысовского с-та; кв. 2, 12, 27 Литовенского с-та; кв. 7, 8, 9, 99, 105, 112 Синезёрского с-та; кв. 99 Глинненского с-та; кв. 119, 153 Алешинского с-та; кв. 156 Бяковского с-та Навлинского р-на
- д. Дороховка Тюнинского с-та Рогнединского р-на
- пос. Дубинский Яловского с-та Красногорского р-на
- д. Ерохино Сергеевского с-та Дубровского р-на
- ж/д будка 12-й км Рамасухской ветки Селицкого с-та Почепского р-на
- ж/д будка 81-й км Витовского с-та Почепского р-на
- ж/д будка «Зазноба (Климовский район)» Митьковского с-та Климовского р-на
- ж/д будка 431-й км Литовенского с-та Навлинского р-на
- ж/д будка 464-й км Сныткинского с-та Брасовского р-на
- пос. Загон Старокривецкого с-та Новозыбковского р-на
- д. Зелёная Дубрава Дроновского с-та Карачевского р-на
- пос. Истоки Гулёвского с-та Клинцовского р-на
- пос. Красная Заря Уношевского с-та Красногорского р-на
- пос. Красный Боец Колюдовского с-та Красногорского р-на
- пос. Яр Староюрковичского с-та Климовского р-на
- кордон «Круглое озеро» Толвинского с-та Брянского р-на
- пос. Крутой Немерского с-та Дубровского р-на
- пос. Круча Сергеевского с-та Дубровского р-на
- д. Круча Ходиловичского с-та Жуковского р-на
- пос. Кутеповский Вельяминовского с-та Карачевского р-на
- д. Кутузовка Осовикского с-та Рогнединского р-на
- пос. Ленинский Посудичского с-та Погарского р-на
- пос. Лески Усожского с-та Комаричского р-на
- Лесная сторожка Алексеевского с-та Навлинского р-на
- пос. Лосев Бугор Семковского с-та Мглинского р-на
- пос. Любовский Черноокского с-та Климовского р-на
- пос. Ляды Старокисловского с-та Суражского р-на
- пос. Май Беловодского с-та Мглинского р-на
- д. Малая Трубетчина Новгородского с-та Карачевского р-на
- пос. Марс Аркинского с-та Комаричского р-на
- д. Машкина Бережанского с-та Карачевского р-на
- пос. Маяк Сновского с-та Новозыбковского р-на
- пос. Мелечи Любецкого с-та Трубчевского р-на
- пос. Мельцы Уношевского с-та Красногорского р-на
- пос. Михайлов Павловского с-та Унечского р-на
- пос. Мукосеевский Световского с-та Севского р-на
- пос. Наверты Глодневского с-та Брасовского р-на
- д. Народовка Серпеевского с-та Дубровского р-на
- пос. Николаевка (Бяковский сельсовет) Бяковского с-та Навлинского р-на
- пос. Новоандреевский Сенновского с-та Севского р-на
- пос. Нововесёлый Пушкинского с-та Севского р-на
- пос. Новопечевая Кулажского с-та Суражского р-на
- пос. Новосельский Литижского с-та Комаричского р-на
- пос. Новосоветский Валуецкого с-та Почепского р-на
- пос. Новые Ключи Трыковского с-та Карачевского р-на
- пос. Образки Ивайтёнского с-та Унечского р-на
- пос. Освобождение Павловского с-та Унечского р-на
- д. Осиново Бережанского с-та Карачевского р-на
- отделение совхоза «Вьюнка» Коржовоголубовского с-та Клинцовского р-на
- пос. Павловский Галышинского с-та Севского р-на
- пос. Павловский Сенновского с-та Севского р-на
- пос. Первое Мая Павловского с-та Унечского р-на
- пос. Первомайский Литижского с-та Комаричского р-на
- пос. Первомайский Первомайского с-та Севского р-на
- д. Песочня Воробьёвского с-та Климовского р-на
- пос. Ивайтёнского с-та Унечского р-на
- пос. Подлесный Хинельского с-та Севского р-на
- пос. Покровский Лукинского с-та Комаричского р-на
- пос. 5 -й км Любецкого с-та Трубчевского р-на
- разъезд Рассошка Сныткинского с-та Брасовского р-на
- разъезд 420-й км Навлинского поссовета Навлинского р-на
- пос. Решетневка Колюдовского с-та Красногорского р-на
- кордон Рогнединского лесничества Шаровичского с-та Рогнединского р-на
- пос. Рудянка Андреевского с-та Суражского р-на
- пос. Рябиновка Глядинского с-та Комаричского р-на
- пос. Саничев Старогутнянского с-та Унечского р-на
- пос. Сахалин Мишковского с-та Стародубского р-на
- пос. Светлый Сергеевского с-та Дубровского р-на
- пос. Свобода Климовского р-на
- пос. Сивск Алешинского с-та Навлинского р-на
- пос. Сосновка Завод-Корецкого с-та Клинцовского р-на
- пос. Тазовщина Новосельского с-та Брянского р-на
- пос. Тихеевский Новгородского с-та Карачевского р-на
- пос. Толстовский Угревищского с-та Комаричского р-на
- пос. торфболота «Окоп» Мартьяновского с-та Клинцовского р-на
- пос. Троицкий Аркинского с-та Комаричского р-на
- д. Трубетчина Новгородского с-та Карачевского р-на
- пос. Труд Ивайтёнского с-та Унечского р-на
- пос. Усох Невдольского с-та Суземского р-на
- пос. Уступы Манюковского с-та Новозыбковского р-на
- пос. Шагоровское Сенновского с-та Севского р-на
- д. Шилинка Усохского с-та Трубчевского р-на
- пос. Шумаки Петровского с-та Карачевского р-на
- пос. Якорь Литижского с-та Комаричского р-на

## 1979 год
- пос. Вьюнница Гутокорецкого с-та Клинцовского р-на
- пос. Калининский Слишанского с-та Суражского р-на
- д. Козиловка Зёрновского с-та Суземского р-на
- пос. Красный Борец Киваевского с-та Клинцовского р-на
- пос. Криничка Денисовского с-та Суземского р-на
- пос. Малые Павловичи Поленовосельского с-та Суземского р-на
- пос. Новый Свет Яловского с-та Красногорского р-на
- пос. Свобода Струговобудского с-та Клинцовского р-на
- пос. Верный Далисичского с-та Суражского р-на
- пос. Громовщина Картушинского с-та Стародубского р-на
- пос. Дубровка Тюнинского с-та Рогнединского р-на
- пос. Еленск Рассухского с-та Унечского р-на
- пос. Заводовщина Гулёвского с-та Клинцовского р-на
- пос. Карловка Немерского с-та Дубровского р-на
- д. Косоваровка Шаровичского с-та Рогнединского р-на
- пос. Красавица Новгородского с-та Карачевского р-на
- пос. Красный Гулёвского с-та Клинцовского р-на
- д. Малышовка Владимирского с-та Рогнединского р-на
- пос. Никитовка Фёдоровского с-та Рогнединского р-на
- пос. Новограбовка Душатинского с-та Суражского р-на
- д. Новокульнево Вельяминовского с-та Карачевского р-на
- д. Осиновка Шаровичского с-та Рогнединского р-на
- пос. Отрадное Картушинского с-та Стародубского р-на
- пос. Поляна Алейниковского с-та Стародубского р-на
- пос. Смычка Немерского с-та Дубровского р-на
- пос. Сосновец Душатинского с-та Суражского р-на
- пос. Энергия Селиловичского с-та Рогнединского р-на
- пос. Ямное Азаровского с-та Стародубского р-на

## ? год
- д. Бельская Сещинского с-та Дубровского р-на
- пос. Быков Овчинского с-та Суражского р-на
- пос. ж/д станции Волынь (посёлок при станции) Ивотского поссовета Дятьковского р-на
- пос. Ворновичи (Ворновики) Осколковского с-та Мглинского р-на
- пос. Гай Плюсковского с-та Трубчевского р-на
- д. Гляднево Сещинского с-та Дубровского р-на
- пос. Дармоедов Деменского с-та Новозыбковского р-на
- пос. Замятино Новосельского с-та Брянского р-на
- д. Засенье Рогнединского с-та Рогнединского р-на
- пос. Козинец Бобрикского с-та Погарского р-на
- пос. Красный Пахарь Азаровского с-та Стародубского р-на
- пос. Ларичев Серпеевского с-та Дубровского р-на
- д. Лопандино Новосельского с-та Брянского р-на
- с. Меловое Игрицкого с-та Комаричского р-на
- пос. Мирный Угревищского с-та Комаричского р-на
- пос. Новгородский Нижневского с-та Стародубского р-на
- пос. Озерище Новоместского с-та Новозыбковского р-на
- пос. Парасочки Воробьёвского с-та Климовского р-на
- пос. Преображенский Асовицкого с-та Комаричского р-на
- пос. Роговский Новоместского с-та Новозыбковского р-на
- д. Сердечкино Сергеевского с-та Дубровского р-на
- д. Тананыкино Сергеевского с-та Дубровского р-на
- д. Трудовик Лутенского с-та Клетнянского р-на
- д. Хлопотная Давыдченского с-та Дубровского р-на
- пос. Шевкуновка Большещербиничского с-та Новозыбковского р-на
- с. Ширки Красногорского с-та Красногорского р-на
- пос. Высокий Бор Далисичского с-та Суражского р-на
- пос. Дальний Гринёвского с-та Погарского р-на
- пос. Дубрава Куршановичского с-та Климовского р-на
- пос. Единение Радогощского с-та Комаричского р-на
- пос. Кружаловка Василёвского с-та Погарского р-на
- пос. Антоновка Дарковичского с-та Брянского р-на
- пос. Гавриловка Мохоновского с-та Стародубского р-на
- пос. Заложье Осовикского с-та Рогнединского р-на
- д. Ивановка Старохотмировского с-та Рогнединского р-на
- пос. Крапивки Нижневского с-та Стародубского р-на
- пос. Красное Приволье Картушинского с-та Стародубского р-на
- пос. Михайловка Мохоновского с-та Стародубского р-на
- пос. Хутор Тюнинского с-та Рогнединского р-на
- д. Цигуновка Тюнинского с-та Рогнединского р-на
- пос. Берёзовская Роща Хотылёвского с-та Брянского р-на
- пос. Новополье Каменского с-та Климовского р-на
- д. Берёзовая Роща Сещинского с-та Дубровского р-на
- д. Дмитровка Сещинского с-та Дубровского р-на
- д. Малая Островня Сещинского с-та Дубровского р-на
- пос. Новосёлки Сещинского с-та Дубровского р-на
- д. Харичи Сещинского с-та Дубровского р-на

## 1988
- пос. Нижняя Мельница Медведевского с-та Красногорского р-на

## ? год
- хут. Аверкин Католинского с-та Мглинского р-на
- д. Алексеевка Осовикского с-та Рогнединского р-на
- пос. Святского с-та Новозыбковского р-на
- пос. Андреевка Карпиловского с-та Новозыбковского р-на
- пос. Бараки Химлесхоза Клюковенского с-та Навлинского р-на
- пос. Белый Колодезь Евдокимовского с-та Комаричского р-на
- д. Берёзка (Берёзовка) Дмитровского с-та Почепского р-на
- пос. Березовщина Кистерского с-та Погарского р-на
- пос. Берёзовый Мост Супрягинского с-та Почепского р-на
- пос. Бересточек Заульского с-та Севского р-на
- д. Бряновка Шуморовского с-та Почепского р-на
- пос. Буда Дивовского с-та Мглинского р-на
- д. Быковка Бережанского с-та Карачевского р-на
- хут. Быстрая Новотроицкого с-та Клетнянского р-на
- пос. Весёлая Калина Воскресеновского с-та Севского р-на
- пос. Весёлый Витовского с-та Почепского р-на
- д. Взденежье Павлинского с-та Клетнянского р-на
- пос. Вознесенский Лукинского с-та Комаричского р-на
- пос. Войков (Войки) Папсуевского с-та Почепского р-на
- пос. Восточная Поляна Литижского с-та Комаричского р-на
- с. Восход Клюковенского с-та Навлинского р-на
- пос. 8-й км Кальниченской ж/д ветки Харитоновского с-та Клетнянского р-на
- пос. Высокое Бельковского с-та Почепского р-на
- д. Вязовка Бельковского с-та Почепского р-на
- пос. Глинки Заульского с-та Севского р-на
- пос. Глубокое Городищенского с-та Брасовского р-на
- д. Горелова Слобода (Горелое) Владимирского с-та Рогнединского р-на
- д. Городище Жирятинского с-та Жирятинского р-на
- пос. Горянск Сновского с-та Новозыбковского р-на
- пос. Дальницкий Воскресеновского с-та Севского р-на
- д. Дорогинь Овстугского с-та Жуковского р-на
- пос. Дубровский Литижского с-та Комаричского р-на
- пос. Дулеевка Рябчинского с-та Дубровского р-на
- пос. Дунец Алексеевского с-та Навлинского р-на
- д. Духново Телецкого с-та Трубчевского р-на
- д. Емельяновка Краснорогского с-та Почепского р-на
- д. Ермаково Рогнединского с-та Рогнединского р-на
- с. Жадино Быховского с-та Комаричского р-на
- пос. Жары Журиничского с-та Брянского р-на
- д. Жуково Тюнинского с-та Рогнединского р-на
- д. Званка Косиловского с-та Жуковского р-на
- пос. Ивник Воробейнского с-та Жирятинского р-на
- пос. Казачий Выгоничского поссовета Выгоничского р-на
- пос. Калиновский (Калиновка) Бельковского с-та Почепского р-на
- пос. Калиновский Литижского с-та Комаричского р-на
- д. Каменная Гора Вельяминовского с-та Карачевского р-на
- пос. Кисели Пролысовского с-та Навлинского р-на
- пос. Князевщина Заборского с-та Красногорского р-на
- пос. Косилов Хинельского с-та Севского р-на
- пос. Красная Калиновка Селиловичского с-та Рогнединского р-на
- пос. Красная Нива Орменского с-та Выгоничского р-на
- пос. Красная Поляна Андрейковичского с-та Погарского р-на
- пос. Красный Восток Денисковичского с-та Новозыбковского р-на
- пос. Красный Октябрь Карпиловского с-та Новозыбковского р-на
- пос. Ленина Деменского с-та Новозыбковского р-на
- пос. Ленинский Павлинского с-та Клетнянского р-на
- пос. Лубныш Селеченского с-та Суземского р-на
- д. Маковка Павлинского с-та Клетнянского р-на
- пос. Малаховский Краснорогского с-та Почепского р-на
- д. Малая Бошинка Первомайского с-та Карачевского р-на
- д. Малая Семёновка Новгородского с-та Карачевского р-на
- д. Малые Подосинки Верхопольского с-та Карачевского р-на
- д. Мамаевка Каталинского с-та Мглинского р-на
- пос. Марс Лукинского с-та Комаричского р-на
- хут. Медведь Лизогубовского с-та Унечского р-на
- пос. Мечта Асовицкого с-та Комаричского р-на
- пос. Нива Петровобудского с-та Гордеевского р-на
- пос. Новая Деревня Зерновского с-та Суземского р-на
- пос. Новая Жизнь Первомайского с-та Севского р-на
- пос. Новая Павловка Батуровского с-та Красногорского р-на
- пос. Новинка Кокинского с-та Комаричского р-на
- пос. Новониколаевский Евдокимовского с-та Комаричского р-на
- пос. Новопавловский Красносельского с-та Выгоничского р-на
- пос. Новополье Чолховского с-та Климовского р-на
- д. Новые Фомичи Сергеевского с-та Дубровского р-на
- с. Новый Луч Быховского с-та Комаричского р-на
- пос. Новый Мир Петровобудского с-таГордеевского р-на
- пос. Озеро Клюковенского с-та Навлинского р-на
- пос. Папаха Вишневского с-та Климовского р-на
- пос. Пасечка Внуковичского с-та Новозыбковского р-на
- пос. Пески Угревищского с-та Комаричского р-на
- пос. Подлузский Цинковского с-та Мглинского р-на
- пос. Покровский Кокинского с-та Комаричского р-на
- пос. Потехинский Евдокимовского с-та Комаричского р-на
- пос. Прогресс Заборского с-та Красногорского р-на
- пос. Профинтерн Усохского с-та Трубчевского р-на
- д. Пустынка Будочковского с-та Дятьковского р-на
- пос. Рековой Кульневского с-та Жирятинского р-на
- пос. Ровки Черновицкого с-та Мглинского р-на
- пос. Русский Сачковского с-та Климовского р-на
- пос. Садок Сачковского с-та Климовского р-на
- д. Секач Фёдоровского с-та Рогнединского р-на
- ур. Селецкий Перевоз Усохского с-та Трубчевского р-на
- пос. Селецкое Новоместского с-та Новозыбковского р-на
- пос. Селище Шуморовского с-та Почепского р-на
- пос. Сигор Завод-Корецкого с-та Гордеевского р-на
- пос. Симонтовка Овчинного с-та Суражского р-на
- д. Ситниковка Сетоловского с-та Почепского р-на
- д. Скакино Краснинского с-та Брасовского р-на
- участок Скуты Усохского с-та Трубчевского р-на
- пос. Снежеть Вельяминовского с-та Карачевского р-на
- пос. Сомово Посудичского с-та Погарского р-на
- д. Теребилова Мальтинского с-та Карачевского р-на
- пос. Титвин Душкинского с-та Клинцовского р-на
- пос. Тростянка Щегловского с-та Навлинского р-на
- пос. Тычок Сачковичского с-та Климовского р-на
- пос. Ульяновский Первомайского с-та Севского р-на
- пос. Успенский Лукинского с-та Комаричского р-на
- пос. Чумаки Большещербиничского с-та Новозыбковского р-на
- пос. Шестина Сачковичского с-та Климовского р-на
- д. Якимушкова Ревёнского с-та Карачевского р-на

- пос. Березина Азаровского с-та Стародубского р-на
- д. Большая Акулова Ревёнского с-та Карачевского р-на
- д. Верещевичи Хариновского с-та Рогнединского р-на
- пос. Городятинка (Городятино) Дамашовского с-та Брянского р-на
- пос. Граница Новоместского с-та Новозыбковского р-на
- пос. Доброволец Воробейнского с-та Жирятинского р-на
- пос. Залесье Лотаковского с-та Красногорского р-на
- пос. Заря Зёрновского с-та Суземского р-на
- пос. Зелёная Роща Азаровского с-та Стародубского р-на
- пос. Землица Гутокорецкого с-та Клинцовского р-на
- пос. Дворики Мальтинского с-та Карачевского р-на
- пос. Каменка Туроснянского с-та Клинцовского р-на
- пос. Красный Ярцев Запольскохалеевичского с-та Стародубского р-на
- пос. Кугуты Соколовского с-та Мглинского р-на
- пос. Ладейное Истопского с-та Климовского р-на
- Лесной Кордон Елионского с-та Стародубского р-на
- пос. Лесозавод Хинельского с-та Севского р-на
- пос. Луньки Веребского с-та Брасовского р-на
- пос. Люпин Плавенского с-та Климовского р-на
- ус. ММС Новоропского с-та Климовского р-на
- пос. Озёрщина Барсуковского с-та Красногорского р-на
- пос. Плаха Осколковского с-та Мглинского р-на
- с. Погребы Сенновского с-та Севского р-на
- пос. Подлесье Новобобовичского с-та Новозыбковского р-на
- д. Свинцы Глинищевского с-та Брянского р-на
- д. Соколово Нетьинского с-та Брянского р-на
- пос. Сосновый Туроснянского с-та Клинцовского р-на
- пос. Спасский Хороменского с-та Климовского р-на
- пос . Старая Комаровка Рожновского с-та Клинцовского р-на
- пос. Турейка Воробейнского с-та Жирятинского р-на
- пос. Устье Увельского с-та Красногорского р-на
- пос. Шкредов Душкинского с-та Клинцовского р-на

- пос. Барлычи Пятовского с-та Стародубского р-на
- пос. Барсуки Барсуковского с-та Красногорского р-на
- пос. Гайки Посудичского с-та Погарского р-на
- д. Дубовка Рогнединского поссовета Рогнединского р-на
- пос. Закот Кулажского с-та Суражского р-на
- пос. Зелёный Клин Нижневского с-та Стародубского р-на
- пос. Коротовщина Мишковского с-та Стародубского р-на
- д. Косеват Старохотмировского с-та Рогнединского р-на
- пос. Красный Путь Гарцевского с-та Стародубского р-на
- пос. Ленинский Пролетарского с-та Стародубского р-на
- пос. Победа Картушинского с-та Стародубского р-на
- пос. Ректа Влазовичского с-та Суражского р-на
- пос. Селец Андреевского с-та Суражского р-на
- пос. Борщ Новобобовичского с-та Новозыбковского р-на
- д. Верхние Вилки Семячковского с-та Трубчевского р-на
- пос. Вершань Городецкого с-та Трубчевского р-на
- пос. Дыбовка Новоместского с-та Новозыбковского р-на
- пос. Завалище Красногорского поссовета Красногорского р-на
- пос. Зелёная Роща Тюнинского с-та Рогнединского р-на
- д. Костыли Дятьковичского с-та Жуковского р-на
- пос. Летемский Городецкого с-та Трубчевского р-на
- д. Лозицы Шарковичского с-та Рогнединского р-на
- пос. Макусы 2-е Новоместского с-та Новозыбковского р-на
- д. Мокрое Пацынского с-та Рогнединского р-на
- д. Нижние Вилки Семячковского с-та Трубчевского р-на
- пос. Паломы Сновского с-та Новозыбковского р-на
- пос. Садовый Вороновского с-та Рогнединского р-на
- д. Селино Филипповичского с-та Трубчевского р-на
- пос. Скрипкино Любецкого с-та Трубчевского р-на
- пос. Стрела Роговского с-та Новозыбковского р-на
- пос. Троицкий Брянкустичского с-та Унечского р-на
- ур. Укол Филипповичского с-та Трубчевского р-на
- пос. Ямочки Городецкого с-та Трубчевского р-на

## 1993 год
- пос. Борки Барсуковского с-та Красногорского р-на
- пос. Буковец Барсуковского с-та Красногорского р-на
- пос. Гущи Барсуковского с-та Красногорского р-на
- пос. Долгая Барсуковского с-та Красногорского р-на
- пос. Ковали Барсуковского с-та Красногорского р-на
- пос. Прохоренко Барсуковского с-та Красногорского р-на
- пос. Тугани Барсуковского с-та Красногорского р-на
- пос. Александровка Морозовского с-та Красногорского р-на
- пос. Бабаки Святского с-та Новозыбковского р-на
- пос. Белимовка Новоместского с-та Новозыбковского р-на
- пос. Борок Новоместского с-та Новозыбковского р-на
- пос. Высокий Бор Батуровского с-та Красногорского р-на
- пос. Глыбочка Новоместского с-та Новозыбковского р-на
- пос. Ивановка Колюдовского с-та Красногорского р-на
- пос. Калинин Деменского с-та Новозыбковского р-на
- пос. Ковалевка Перелазского с-та Красногорского р-на
- пос. Лесной Увельского с-та Красногорского р-на
- д. Марьинск Вьюковского с-та Суражского р-на
- пос. Михайловка Катичского с-та Новозыбковского р-на
- д. Михалёвка Кургановского с-та Красногорского р-на
- пос. Мошок Новоместского с-та Новозыбковского р-на
- пос. Пограничный Дегтяревского с-та Суражского р-на
- пос. Троицкий Брянкустичского с-та Унечского р-на
- пос. Барсуки Увельского с-та Красногорского р-на
- д. Березовка Кургановского с-та Красногорского р-на
- пос. Борок Манюковского с-та Новозыбковского р-на
- пос. Городок Увельского с-та Красногорского р-на
- пос. Заверша Манюковского с-та Новозыбковского р-на
- пос. Заозерье Увельского с-та Красногорского р-на
- пос. Заречье Манюковского с-та Новозыбковского р-на
- пос. Знание Гуто-Корецкого с-та Клинцовского р-на
- пос. Малиновка Кургановского с-та Красногорского р-на
- пос. Московщина Манюковского с-та Новозыбковского р-на
- д. Новоалександровка Кургановского с-та Красногорского р-на
- пос. Подрудня Манюковского с-та Новозыбковского р-на
- пос. Подславушка Увельского с-та Красногорского р-на
- пос. Прохоровка Гуто-Корецкого с-та Клинцовского р-на
- хут. Савкин Манюковского с-та Новозыбковского р-на
- пос. Софиенков Дубровского с-та Суражского р-на
- пос. Столбунка Верхличского с-та Красногорского р-на
- пос. Андреевский Картушинского с-та Стародубского р-на
- пос. Буревестник Ковалевского с-та Стародубского р-на
- пос. Еловец Осколковского с-та Мглинского р-на
- пос. Облоги Краснооктябрьский с-та Стародубского р-на
- пос. Плаха Осколковского с-та Мглинского р-на
- пос. Рудня Краснокосаровского с-та Мглинского р-на

## ? год
- пос. Александровка Старокривецкой сельской администрации Новозыбковск ого р-на
- пос. Бабаки Святской сельской администрации Новозыбковского р-на
- пос. Байлуки Увельской сельской администрации Красногорского р-на
- пос. Вербы Сновской сельской администрации Новозыбковского р-на
- пос. Верщань Городецкой сельской администрации Трубчевского р-на
- хут. Голото Синеколодезской сельской администрации Новозыбковского р-на
- пос. Горка Старовышковской сельской администрации Новозыбковского р-на
- д. Данченкова Слобода Сновской сельской администрации Новозыбковского р-на
- пос. Загон Старокривецкой сельской администрации Новозыбковского р-на
- пос. Красный Камень Фошнянской сельской администрации Красногорского р-на
- пос. Летемский Городецкой сельской администрации Трубчевского р-на
- пос. Любин Синеколодезской сельской администрации Новозыбковского р-на
- пос. Макусы 1-е Новоместской сельской администрации Новозыбковского р-на
- пос. Малев Медведевской сельской администрации Красногорского р-на
- д. Новая Деревня Новоместской сельской администрации Новозыбковского р-на
- пос. Новодрожжинск Медведевской сельской администрации Красногорского р-на
- пос. Новые Файки Сновской сельской администрации Новозыбковского р-на
- пос. Орёл Деменский сельсовет (Брянская область)|Деменской сельской администрации Новозыбковского р-на
- пос. Пеньки Синеколодезской сельской администрации Новозыбковского р-на
- д. Писарка Манюковской сельской администрации Новозыбковского р-на
- пос. Подыпутье Старовышковской сельской администрации Новозыбковского р-на
- пос. Басевка Черновицкой сельской администрации Мглинского р-на
- пос. Горелая Сосна Рожновской сельской администрации Клинцовского р-на
- пос. Клубничный Первомайской сельской администрации Клинцовского р-на
- д. Козловка Морозовской сельской администрации Красногорского р-на
- д. Колпа Немеричской сельской администрации Дятьковского р-на
- пос. Кореневка Ревенского территориального округа Навлинского р-на
- пос. Морозовщина Туроснянской сельской администрации Клинцовского р-на
- пос. Новая Жизнь Медведевской сельской администрации Красногорского р-на
- пос Новая Комаровка Ущерпской сельской администрации Клинцовского р-на
- пос. Новоандреевка Гутокорецкой сельской администрации Клинцовского р-на
- пос. Новогеоргиевский Алешинского территориального округа Навлинского р-на
- пос. Рощин Смотровобудской сельской администрации Клинцовского р-на
- пос. Смычка Большежуковской сельской администрации Дятьковского р-на

- д. Гасанова Слобода Морозовской сельской администрации Красногорского р-на
- пос. Новомихайловка Кургановской сельской администрации Красногорского р-на
- пос. Ворошилово Салтановской сельской администрации Навлинского р-на
- пос. Дрогач Пролысовской сельской администрации Навлинского р-на
- пос. Кретово Клюковенской сельской администрации Навлинского р-на
- пос. Криница (Криницы) Нижневской сельской администрации Стародубского р-на
- пос. Новинка Душатинской сельской администрации Суражского р-на

- д. Алферово Харитоновской сельской администрации Рогнединского р-на
- пос. Барановка Смяльчской сельской администрации Гордеевского р-на
- д. Бухлово Пацынской сельской администрации Рогнединского р-на
- пос. Галынщина Уношевской сельской администрации Гордеевского р-на
- пос. Глубочка Воробьёвской сельской администрации Климовского р-на
- пос. Горовая Творишинской сельской администрации Гордеевского р-на
- пос. Городище Лобановской сельской администрации Климовского р-на
- пос. Десятины Гетманобудской сельской администрации Климовского р-на
- пос. Дягов Кожановской сельской администрации Гордеевского р-на
- пос. Засечный Кожановской сельской администрации Гордеевского р-на
- д. Иловица Рогнединской сельской администрации Рогнединского р-на
- пос. Калининский Сытобудской сельской администрации Климовского р-на
- д. Кукуевка Стречаново-Харитоновской сельской администрации Рогнединского р-на
- пос. Ливорное Куршановичской сельской администрации Климовского р-на
- пос. Лозовка Уношевской сельской администрации Гордеевского р-на
- пос. Марс Казаричской сельской администрации Гордеевского р-на
- пос. Муравинка Заводокорецкой сельской администрации Гордеевского р-на
- пос. Осов Петровобудской сельской администрации Гордеевского р-на
- д. Павловка Воробьёвской сельской администрации Климовского р-на
- пос. Покровка Уношевской сельской администрации Гордеевского р-на
- пос. Понебель Уношевской сельской администрации Гордеевского р-на
- пос. Революционный Свет Петровобудской сельской администрации Гордеевского р-на
- пос. Роговец Уношевской сельской администрации Гордеевского р-на
- д. Рубановка Владимирской сельской администрации Рогнединского р-на
- пос. Рясенка Сушановской сельской администрации Климовского р-на
- д. Стречаново Харитоновской сельской администрации Рогнединского р-на
- пос. Сукрим-Палом Уношевской сельской администрации Гордеевского р-на
- пос. Чиховка Заводокорецкой сельской администрации Гордеевского р-на
- пос. Ясный Круг Уношевской сельской администрации Гордеевского р-на

- пос. Берёзовка Нижневской сельской администрации Стародубского район а
- пос. Веселая Роща Ущерпской сельской администрации Клинцовского р-на
- пос. Выдочка Душкинской сельской администрации Клинцовского р-на
- д. Высокое Октябрьской сельской администрации Севского р-на
- пос. Дробница Рожновской сельской администрации Клинцовского р-на
- д. Дубки Октябрьской сельской администрации Севского р-на
- пос. Запорожье Душкинской сельской администрации Клинцовского р-на
- пос. Заречье Добродеевской сельской администрации Злынковского р-на
- пос. Кипень-Рожновский Ущерпской сельской администрации Клинцовского р-на
- пос. Красные Орлы Добродеевской сельской администрации Злынковского р-на
- пос. Медвежье Добродеевской сельской администрации Злынковского р-на
- пос. Новая Деревня Первомайской сельской администрации Севского р-на
- пос. Новая Поляна Октябрьской сельской администрации Севского р-на
- пос. Откормсовхоз Хинельской сельской администрации Севского р-на
- пос. Побережье Киваевской сельской администрации Клинцовского р-на
- пос. Поплавы Рожновской сельской администрации Клинцовского р-на
- пос. Саньково Добродеевской сельской администрации Злынковского р-на
- пос. Совицкий Лог Добродеевской сельской администрации Злынковского р-на
- пос. Стражев Душкинской сельской администрации Клинцовского р-на
- пос. Торфопредприятие Ректа Гутокорецкой сельской администрации Клинцовского р-на
- пос. Улетовка Рожновской сельской администрации Клинцовского р-на
- пос. Фанзоновщина Гутокорецкой сельской администрации Клинцовского р-на
- пос. Чахов Рожновской сельской администрации Клинцовского р-на

- пос. Аверьяновка Палевоновосельского с-та Суземского р-на
- пос. Александровский Галышинского с-та Севского р-на
- пос. Александровский Медведевского с-та Красногорского р-на
- пос. Амелькин Хутор Рассухского с-та Унечского р-на
- д. Байково Плюсковского с-та Трубчевского р-на
- пос. Березовка Староромановского с-та Мглинского р-на
- пос. Боровка Фошнянского с-та Красногорского р-на
- пос. Великие Ляды Сновского с-та Новозыбковского р-на
- д. Власово Семячковского с-та Трубчевского р-на
- пос. Воловня Усохского с-та Трубчевского р-на
- пос. Гребельки Большещербиничского с-та Злынковского р-на
- пос. Журавль Поленовосельского с-та Суземского р-на
- пос. Закурганье Борщёвского с-та Погарского р-на
- пос. Замлынье Старокривецкого с-та Новозыбковского р-на
- пос. Заречье Глядинского с-та Комаричского р-на
- пос. Калинин Добрикского с-та Унечского р-на
- пос. Камень Добродеевского с-та Злынковского р-на
- пос. Колодецкий Лысовского с-та Злынковского р-на
- пос. Красная Заря Внуковичского с-та Новозыбковского р-на
- пос. Красный Октябрь Высокского с-та Мглинского р-на
- пос. Кривой Сад Вышковского поссовета Злынковского р-на
- пос. Курганье Старовышковского с-та Новозыбковского р-на
- пос. Лучанский Перевоз Телецкого с-та Трубчевского р-на
- пос. Мальцевка Холмечского с-та Суземского р-на
- д. Митино Селецкого с-та Трубчевского р-на
- д. Несоново Хариновского с-та Злынковского р-на
- пос. Новолюбное Карпиловского с-та Злынковского р-на
- пос. 11-й Октябрь Брянкустичского с-та Унечского р-на
- пос. Петропавловский Зерновского с-та Суземского р-на
- пос. Половецкий Котляковского с-та Трубчевского р-на
- пос. Порубы 2-е Селецкого с-та Трубчевского р-на
- пос. Раздолье Манюковского с-та Новозыбковского р-на
- пос. Роза Зерновского с-та Суземского р-на
- пос. Рудня Деменского с-та Новозыбковского р-на
- пос. Столпенка Вышковского с-та Злынковского р-на
- пос. Сухарь Тюнинского с-та Злынковского р-на
- д. Сумиль Бельковского с-та Почепского р-на
- пос. Тростевой Высокского с-та Унечского р-на
- хут. Тщань Милечского с-та Почепского р-на
- д. Хорошково Хариновского с-та Злынковского р-на
- пос. Чехолки Витовского с-та Почепского р-на
- пос. Шеперово Рогнединского поссове]а Рогнединского р-на
- пос. Ямище Кургановского с-та Красногорского р-на

## 1998 год
- пос. Революция Куршановичской сельской администрации Климовского р-на

## 2000 год
Брасовский район
- пос. Дружба Добриковского сельсовета
- пос. Зуево-2 Сныткинского сельсовета
- пос. Лужа Столбовского сельсовета
- пос. Нива Добриковского сельсовета

Брянский район
- д. Горелково Журиничского сельсовета

Гордеевский район
- пос. Андреевка Ямновского сельсовета

Жуковский район
- д. Барановка Олсуфьевского сельсовета
- пос. Борча Летошницкого сельсовета
- пос. Петуховский Олсуфьевского сельсовета

Карачевский район
- д. Барыбино Мылинского сельсовета
- д. Богатырёво Ревенского сельсовета
- д. Горки Бошинского сельсовета
- д. Дудоревы Дворы Мылинского сельсовета
- пос. Жданова Петровского сельсовета
- д. Каталаново Вельяминовского сельсовета
- д. Кондрева Дроновского сельсовета
- д. Коробова Дроновского сельсовета
- д. Луговая Бошинского сельсовета
- д. Перьково Вельяминовского сельсовета
- д. Сенетилова Петровского сельсовета
- д. Хориново Вельяминовского сельсовета

Климовский район
- пос. Борьба Чёлховского сельсовета
- пос. Добречка Сачковичского сельсовета
- пос. Курганы Вишнёвского сельсовета
- пос. Ломанка Воробьёвского сельсовета
- пос. Сорный Бор Сушановского сельсовета

Комаричский район
- пос. Верхние Лески Кокинского сельсовета
- пос. Воскресеновский Лубошевского сельсовета
- ст. Евдокимовка Хлебтовского сельсовета
- пос. Заречье Евдокимовского сельсовета
- пос. Зелёная Роща Кокинского сельсовета
- пос. Комаровский Глядинского сельсовета
- пос. Новоборисовский Кокинского сельсовета
- пос. Новостецковка Евдокимовского сельсовета
- пос. Победа Хлебтовского сельсовета
- пос. Радищевский Лубошевского сельсовета
- пос. Соколовский Бобриковского сельсовета
- пос. Спутник Усожского сельсовета

Навлинский район
- пос. Глажево Глинненского сельсовета

Почепский р-н
- д. Малышевка Супрягинского с-та
- пос. Ильинский Бакланского с-та
- пос. Украинец Бакланского с-та

Стародубский район
- пос. Ложки Курковичского сельсовета
- пос. Осовец Понуровского сельсовета

Суражский район
- пос. Кокоток Кулажского сельсовета
- пос. Рымаки Кулажского сельсовета

## 2001 год
Дубровский район
- д. Алёшинка Алешинского сельсовета
- д. Белевка Сергеевского сельсовета
- д. Грабовка Серпеевского сельсовета
- д. Долгое Сещинского сельсовета
- д. Коханово Немерского сельсовета
- д. Новая Кочева Сещинского сельсовета
- пос. Новый Угол Серпеевского сельсовета
- д. Полстинка Давыдчинского сельсовета
- д. Студенец Давыдчинского сельсовета
- пос. Туровец Сергеевского сельсовета

Клетнянский район.
- д. Вязовое Алексеевского сельсовета
- д. Ивановка 1-я Новотроицкого сельсовета
- д. Ивановка 2-я Новотроицкого сельсовета
- пос. Косное Лутенского сельсовета
- д. Стефановка Старомармазовского сельсовета
- д. Чернавка Семиричского сельсовета
- д. Черникова Болотнянского сельсовета

Комаричский район
- пос. Зайцев Евдокимовского сельсовета
- пос. Студимль Хлебтовского сельсовета
- пос. Широкая Роща Литижского сельсовета

Рогнединский район
- пос. Максимовка Шаровичского сельсовета
- д. Межево Тюнинского сельсовета
- ж/д разъезд Щепет Тюнинского сельсовета

## 2002 год
Брянский район
- пос. Красный Журиничского сельсовета

Выгоничский район
- пос. Александровский Малфинского сельсовета

Клетнянский район
- д. Бабинка Мужиновского сельсовета
- д. Берёзка Каменецкого сельсовета
- пос. Краснопартизанский Новотроицкого сельсовета
- д. Логатинка Новотроицкого сельсовета

Погарский район
- пос. Гошка (Кистерский сельсовет) Кистерского сельсовета
- пос. Деды Стеченского сельсовета
- хут. Фёдоровский Стеченского сельсовета

Рогнединский район
- д. Ивашково Хариновского сельсовета
- пос. Тихая пристань Селиловичского сельсовета
- д. Чёрные Шаровичского сельсовета

Суражский район
- пос. Барсуки Далисичского сельсовета
- пос. Весёлый Гай Андреевского сельсовета

## 2003 год
Гордеевский район
- пос. Займище Глинновского сельсовета
- д. Ивановка Глинновского сельсовета
- пос. Соколки Творишинского сельсовета
- пос. Станок Казаричского сельсовета

## 2004 год
Красногорский район
- пос. Крыловка Батуровского сельсовета

## 2005 год
Климовский район
- пос. Горки Брахловского сельсовета
- пос. Круча Новоюрковичского сельсовета
- пос. Куничев Брахловского сельсовета
- пос. Пристанционный Новоропского сельсовета
- пос. Рубеж Новоропского сельсовета
- пос. Соловский Брахловского сельсовета
- пос. Старый Городок Куршановичского сельсовета
- пос. Шелковский Сушановского сельсовета
- пос. Янковское Вишнёвского сельсовета

## 2006 год
Гордеевский район
- пос. Дубровное Рудневоробьёвского сельсовета
- пос. Ермаки Мирнинского городского поселения

Новозыбковский район
- пос. Бортовка Внуковичского сельсовета
- пос. Вертёбы Деменского сельсовета
- пос. Гремучка Деменского сельсовета
- д. Злотницкий Хутор Манюковского сельсовета
- пос. Красный Остров Манюковского сельсовета
- пос. Рассадники Верещакского сельсовета
- с. Святск Старобобовичского сельсовета

Рогнединский район
- д. Бабинки Тюнинского сельсовета
- пос. Воля Шаровичского сельсовета
- пос. Глуховка Селиловичского сельсовета
- пос. Жалынец Шаровичского сельсовета
- пос. Зимницы Тюнинского сельсовета
- д. Каменка Селиловичского сельсовета
- д. Липовка Рогнединского поссовета
- д. Немерка Селиловичского сельсовета
- пос. Совхоз Селиловичского сельсовета
- пос. Стровня Селиловичского сельсовета
- д. Толстобино Тюнинского сельсовета
- пос. Чернево Рогнединского поссовета

## 2009 год
Погарский район
- пос. Донцов Прирубкинского сельсовета
- пос. Красный Чеховского сельсовета
- хут. Натальин Гринёвского сельсовета
- пос. Озёрный Кистерского сельсовета
- пос. Орлы Посудичского сельсовета
- хут. Петровский Андрейковичского сельсовета
- пос. Светлый Гринёвского сельсовета

## 2010 год
Мглинский район
- пос. Бобрец Осколковского сельсовета
- пос. Вьюнище Староромановского сельсовета
- пос. Михайловка Ветлевского сельсовета
- д. Поповка Осколковского сельсовета
- пос. Ясная Поляна Беловодского сельсовета

Стародубский район
- пос. Белоусов Нижневского сельсовета
- пос. Вишневский Пятовского сельсовета
- пос. Дружный Занковского сельсовета
- пос. Дубина Азаровского сельсовета
- пос. Забава, Дохновичского сельсовета
- пос. Зелёный Клин Пятовского сельсовета
- пос. Красный Дуб Картушинского сельсовета
- пос. Красный Октябрь Краснооктябрьского сельсовета
- пос. Кулево Меленского сельсовета
- пос. Ленский Понуровского сельсовета
- пос. Лосинец Мохоновского сельсовета
- пос. Ляды Алейниковского сельсовета
- д. Малая Елионочка Новомлынского сельсовета
- пос. Марица Курковичского сельсовета
- пос. Ойстрица Нижневского сельсовета
- пос. Осиновка Краснооктябрьского сельсовета
- пос. Свобода Новосельского сельсовета
- пос. Таврика Картушинского сельсовета
- д. Хмелевка Дохновичского сельсовета
- железнодорожный разъезд Яцковичи Меленского сельсовета

## 2011 год
Выгоничский район
- пос. Новоникольский Городецкого сельсовета

Новозыбковский район
- пос. Колодезский Старовышковского сельсовета

Суражский район
- пос. Высокий Душатинского сельсовета

## 2013 год
Навлинский район
- пос. Березинка Навлинского поселкового административного округа

Суражский район
- д. Лубеньки Овчинского сельского поселения

## 2015 год
Гордеевский район
- пос. Алёс Глинновского сельского поселения
- пос. Безбожник Мирнинского сельского поселения
- пос. Белица Глинновского сельского поселения
- пос. Березина Глинновского сельского поселения
- д. Василевка Гордеевского сельского поселения
- пос. Дальний Клин Гордеевского сельского поселения
- д. Даниловка Творишинского сельского поселения
- пос. Зайцев Мирнинского сельского поселения
- пос. Зелёный Рог Рудневоробьёвского сельского поселения
- пос. Криштопов Ручей Петровобудского сельского поселения
- пос. Никитовка Творишинского сельского поселения
- пос. Новый Великий Бор Гордеевского сельского поселения
- пос. Степана Разина Творишинского сельского поселения

## 2017 год
Карачевский район
- д. Азарова Бошинского сельского поселения
- д. Беляева Бошинского сельского поселения
- д. Богатырёво Дроновского сельского поселения
- д. Бугры Вельяминовского сельского поселения
- пос. Голицын Вельяминовского сельского поселения
- пос. Гремучий Вельяминовского сельского поселения
- д. Синичина Бошинского сельского поселения
- д. Уткина Вельяминовского сельского поселения

Почепский район
- д. Заречье Валуецкого сельского поселения
- пос. Стрелица Польниковского сельского поселения
- пос. Ульянов Гай Польниковского сельского поселения
- д. Устиново Сетоловского сельского поселения

## 2022 год[19]
- железнодорожная Будка 26 км Надвинского сельского поселения Клетнянского района
- железнодорожная Казарма Литижского сельского поселения Комаричского района
- пос. Психоинтернат Алешинского сельского поселения Навлинского района
- железнодорожная Будка 103 км Гущинского сельского поселения Почепского района